# 基思·米切尔
基思·克劳迪斯·米切尔（Keith Claudius Mitchell，1946年11月12日—）是一位格林纳达政治人物，自2013年至2022年担任格林納達總理。此前1995年到2008年他也曾担任总理职务。他是格林纳达任职时间最长的总理，担任这一职务共22年。他目前是新民族党（NNP）的领导人，是2008年至2013年，以及2022年议会中的反对派领袖。

## 教育和个人生活
米切尔1971年从西印度群岛大学毕业，获得数学和化学理學士学位。1975年从霍华德大学取得硕士学位，1979年从美利坚大学取得数学和统计学博士学位。
米切尔在1984年归化为美国公民。在米切尔的要求下，美国国务院在2001年作出裁决自他1995年成为总理后放弃美国国籍。